# Felixstowe
Felixstowe ist eine an der Mündung der Flüsse Stour, Orwell und Deben in die Nordsee gelegene britische Hafenstadt in der Region Suffolk, England. Der Containerhafen von Felixstowe ist der größte in Großbritannien. Mit 29.349 Einwohnern (Stand: 2001) war Felixstowe die größte Stadt im Distrikt Suffolk Coastal.

## Geschichte
Ursprünglich stand im Ortsteil Walton Castle ein spätrömisches Kastell, das Bestandteil der Festungskette des spätantiken litus saxonicum (Sachsenküste) war. Es sicherte einen Abschnitt an der Südostküste Britanniens (insbesondere die Mündung des Deben) vor Piraten und feindlichen Invasoren. Der Ort war im 7. Jahrhundert möglicherweise Bischofssitz und bestand bereits vor der normannischen Eroberung Englands im Jahr 1066. Im 11. Jahrhundert gründete Roger Bigod in Felixstowe eine Priorei, die nach St. Felix benannt war.
Das Dorf Felixstowe bestand bis in das 19. Jahrhundert hinein nur aus wenigen Häusern. Ab der zweiten Hälfte des 19. Jahrhunderts erlebte der Ort einen starken Bevölkerungszuwachs. Die unter Federführung eines lokalen Grundbesitzers, Colonel George Tomline, gegründete Felixstowe Railway and Pier Company begann 1875 mit dem Bau eines Seehafens in Felixstowe sowie einer Bahnstrecke von Ipswich/Westerfield nach Felixstowe. Die Bahnstrecke wurde 1877 eröffnet; der Bahnbetrieb wurde 1879 an die deutlich größere Bahngesellschaft Great Eastern Railway übertragen. Der 1879 in Felixstowe Dock and Railway Company umbenannte Hafen-Betreiber eröffnete 1886 das erste Dock des Hafens.
Zugleich entwickelte sich Felixstowe zu einem beliebten Ferienort, begünstigt durch ein mildes, trockenes Klima und die Eisenbahnanbindung nach London. 1905 wurde zu touristischen Zwecken ein Pier errichtet, ähnlich wie in anderen britischen Küstenstädten. Er ist seit den 1990er Jahren aufgrund seines schlechten Bauzustands für die Öffentlichkeit nicht mehr zugänglich. Der Tourismus spielte bis in die späten 1930er Jahre eine wichtige Rolle in Felixstowe und ging dann sukzessive zurück. Städtepartnerschaften bestehen seit 1972 zwischen Felixstowe und Wesel sowie seit 1994 zwischen Felixstowe und Salzwedel.
Im Ersten Weltkrieg war Felixstowe Standort einer Abteilung von Aufklärungsflugzeugen der britischen Marineflieger. Einem hier entwickelten Flugboot gab die Stadt Felixstowe ihren Namen.

## Hafen

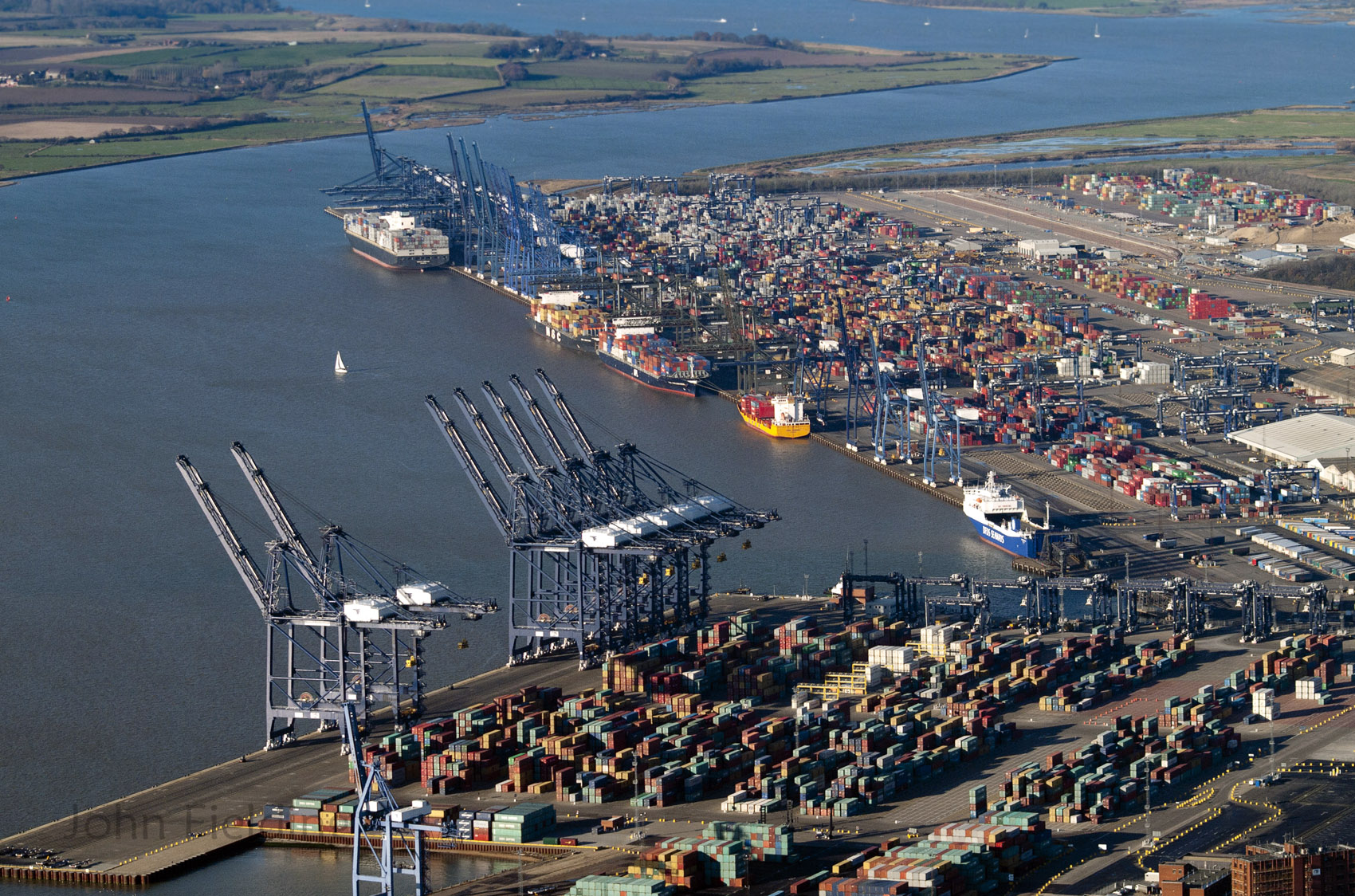
Hafen

Der 1886 eröffnete Hafen Felixstowe wurde ab den 1960er Jahren stark erweitert. Ein Terminal zum Umschlag von Containern und Wechselbehältern (Landguard Container Terminal) wurde am 1. Juli 1967 eröffnet; damit begann der Ausbau des Hafens Felixstowe zum größten Containerhafen Großbritanniens. Ein zweites, größeres Containerterminal, Trinity Terminal, wurde ab 1972 errichtet. Im Jahr 2020 wurden Container im Umfang von mehr als drei Millionen TEU umgeschlagen. Außerdem gab es eine Fährverbindung mit Townsend Thoresen zum Hafen Zeebrügge in Belgien. Diese war bis zur Fertigstellung der Ringautobahn um London im Jahr 1986 eine wichtige Fährverbindung von Mittelengland zum europäischen Festland.
Die Fahrt des Containerschiffs Ever Given, das im März 2021 den Suezkanal blockierte, sollte über Rotterdam nach Felixstowe führen. Die Blockade des Suezkanals hatte erhebliche Auswirkungen auf den globalen Handel und die Schifffahrt, da das Schiff mehrere Tage lang den Kanal blockierte und dadurch auch zahlreiche andere Schiffe an der Durchfahrt hinderte.
Die Fernstraße A14 bietet eine gute Verkehrsanbindungen, da sie über 204 km zum Autobahnkreuz M1/M6 (Catthorpe Interchange) in der Nähe von Rugby führt. Auch die Bahnstrecke sorgt für gute Verkehrsverbindungen auf dem Landweg. Drei der vier im Güterverkehr tätigen britischen Bahngesellschaften, EWS, Freightliner und GB Railfreight, bedienen den Hafen mehrmals täglich. Der Hafen ist seit 1991 zu 75 % und ab 1994 zu 100 % im Besitz der CK Hutchison Holdings aus Hongkong.

## Biologie
Die Gegend um Felixstowe ist mit etwas über 500 mm Niederschlag pro Jahr die trockenste Großbritanniens. Die Dünen sind mit Moosen, Flechten, Dill und Brombeerhecken bewachsen, das Litoral mit Echtem Meerkohl (Crambe maritima).

## Söhne und Töchter der Stadt
- Dawn Addams (1930–1985), Schauspielerin
- James Barclay (* 1965), Fantasy-Autor
- Derek Beales (1931–2023), Historiker
- John Bridgeman (1916–2004), Bildhauer
- Roy Lewis (1913–1996), Schriftsteller
- John Mills (1908–2005), Schauspieler
- Pete-Anthony-Alderton (* 1955), Musiker